# Limbach (Limbach-Oberfrohna)
Limbach ist der größte Stadtteil der Großen Kreisstadt Limbach-Oberfrohna im Landkreis Zwickau, Sachsen. Er bildet seit dem 1. Juli 1950 gemeinsam mit dem Stadtteil Oberfrohna den Kern der Stadt Limbach-Oberfrohna.

## Geografie

### Geografische Lage
Limbach bildet den östlichen Teil des Stadtkerns von Limbach-Oberfrohna. Die Bebauung geht in den Stadtteil Oberfrohna über. Der Ort liegt im Bereich der „Limbacher Platte“, in südlicher Richtung schließt sich das Naturschutzgebiet „Limbacher Teiche“ an.

### Nachbarorte
| Mittelfrohna, Fichtigsthal |                                             | Hartmannsdorf (bei Chemnitz) |
| Oberfrohna                 | Kompassrose, die auf Nachbargemeinden zeigt | Kändler                      |
| Rußdorf                    | Pleißa                                      |                              |

## Geschichte

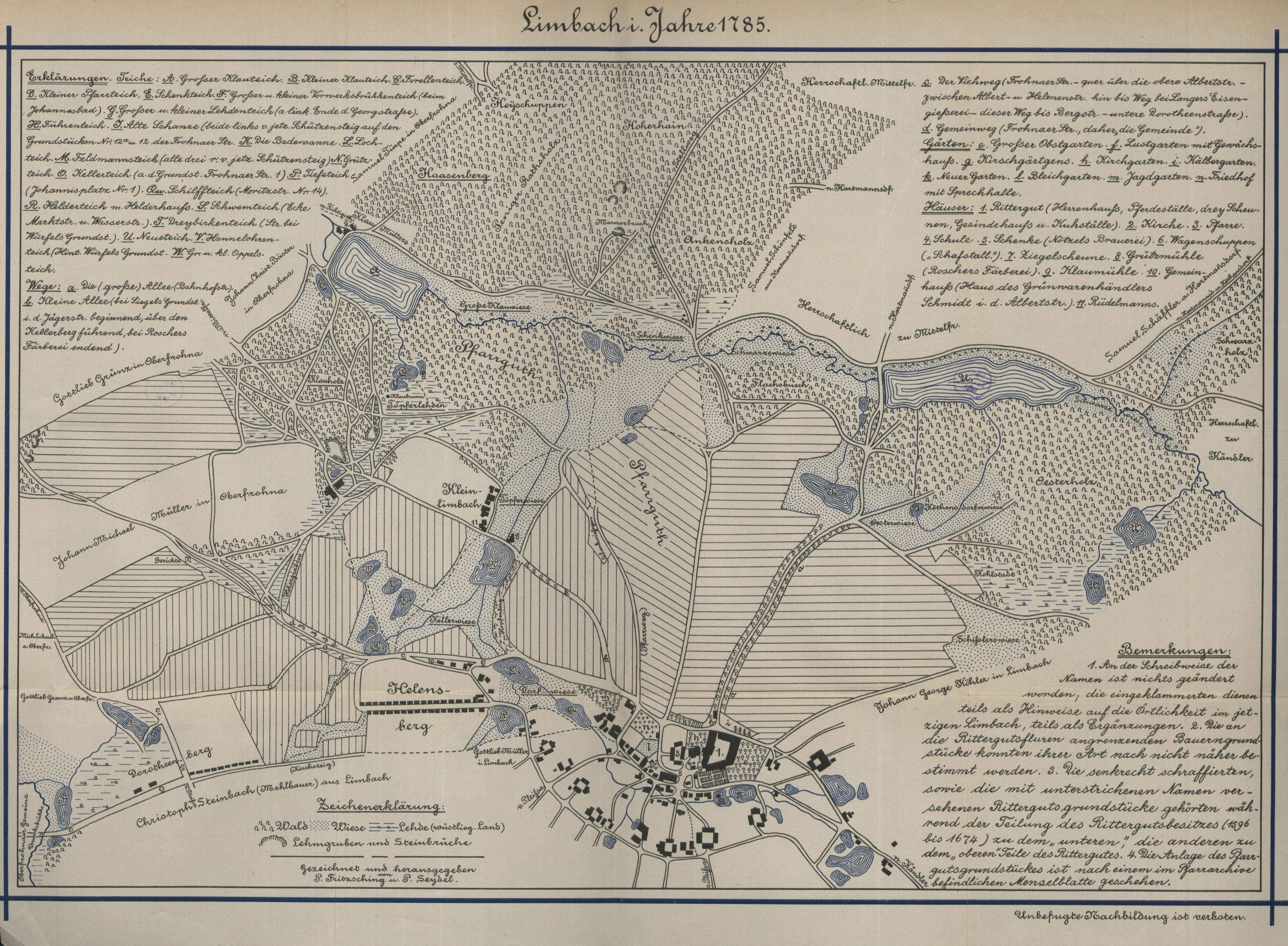
Karte von Limbach im Jahr 1785, undatierte Darstellung

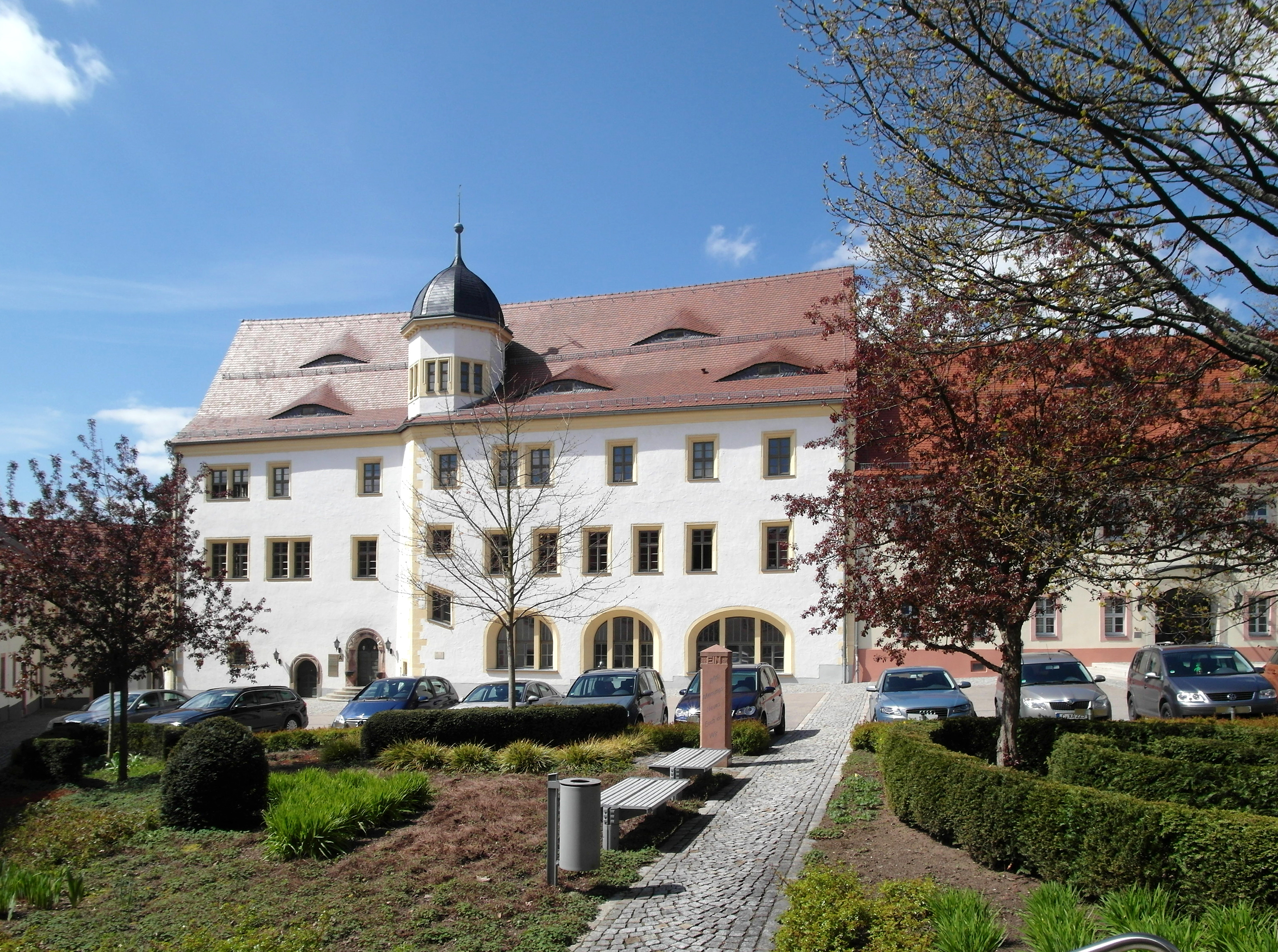
Rittergut Limbach, Herrenhaus, heute Stadtverwaltung

Erstmals erwähnt wurde Limbach im Jahre 1248. Bereits in der ersten Hälfte des 13. Jahrhunderts entstand vermutlich das Rittergut. Dieses wurde als landwirtschaftlicher Hof erbaut und 1459 als Vorwerk bezeichnet. Besitzer waren zunächst die Ritter von Meckau. Ab 1538 gehörte das Rittergut der Familie von Schönberg, welche das Herrenhaus im Jahr 1570 neu errichten ließen.
Der Begründer der heimischen Wirkerei, Johann Esche, wurde 1682 in Köthensdorf, das wie Limbach zur Rittergutsherrschaft Limbach gehörte, geboren. Die Industrie, nämlich als Strumpfwirkerei, hielt durch die Nachkommen Esches im 18. Jahrhundert Einzug und beschleunigte den Wandel vom Dorf zur Stadt. 1795 wurde Limbach zum Marktflecken erhoben und 1883 erhielt der Ort das Stadtrecht. Seit Ende des 18. Jahrhunderts gewann besonders die Handschuhfertigung an Bedeutung, so dass die Strumpfwirkerei bald zurückgedrängt wurde. Dennoch gelang es den Limbacher Firmen, ihre führende Position in der Branche zu behaupten. Ausdruck dafür ist die Goldmedaille auf der Weltausstellung 1904 in St. Louis, die die Firma Rätzer erhielt. Am 6. April 1869 wurde die erste „Fachschule für Strumpfwirkerei“ unter der Leitung von Prof. Gustav Willkomm eröffnet. Zur Unterbringung der Arbeiter wurden (später) 68 Häuser erbaut, der Helenen- und Dorotheenberg.
Im Jahr 1851 kam Limbach als Zubehör des Ritterguts Limbach an das königlich-sächsische Gericht Limbach. Limbach gehörte bis 1856 zum kursächsischen bzw. königlich-sächsischen Amt Chemnitz. 1856 wurde Limbach Sitz des Gerichtsamts Limbach. Seit 1875 gehörte Limbach zur Amtshauptmannschaft Chemnitz. Limbach erhielt 1883 die Stadtrechte. 1912 ging das Rittergut in den Besitz der Stadt über und dient seitdem als Rathaus.
Durch Beschluss der SED erfolgte am 1. Juli 1950 der Zusammenschluss der beiden Städte Limbach und Oberfrohna mit dem Ortsteil Rußdorf zur Stadt Limbach-Oberfrohna. Durch die zweite Kreisreform in der DDR kam Limbach als Stadtteil der Stadt Limbach-Oberfrohna im Jahr 1952 zum Kreis Chemnitz-Land im Bezirk Chemnitz (1953 in Kreis Karl-Marx-Stadt-Land und Bezirk Karl-Marx-Stadt umbenannt), der ab 1990 als sächsischer Landkreis Chemnitz fortgeführt wurde. Bei dessen Auflösung kam Limbach als Stadtteil der Stadt Limbach-Oberfrohna im Jahr 1994 zum Landkreis Chemnitzer Land, der 2008 im Landkreis Zwickau aufging.

## Verkehr
Durch Limbach führen die Staatsstraßen 242, 244, 248 und 249.
Seit dem 10. August 1906 besteht eine Omnibuslinie über Burgstädt nach Mittweida. Die Automobil-Omnibus-Aktiengesellschaft Mittweida-Burgstädt-Limbach betrieb damit die erste öffentliche Omnibuslinie im Königreich Sachsen. Diese Linie verkehrt noch heute neben weiteren Omnibuslinien durch Limbach.
Die Eisenbahnstrecke Limbach–Wittgensdorf wurde 1872 eröffnet. Die Eisenbahnstrecke nach Wüstenbrand kam 1897 hinzu. Eine Verbindung nach Oberfrohna existierte ab 1913. Die Strecken sind mittlerweile stillgelegt.
Im Rahmen des Chemnitzer Modells soll Limbach-Oberfrohna über Teile der stillgelegten Strecken an die Chemnitzer Stadtbahn angebunden werden. Siehe hierzu: Chemnitzer Modell#Stufe 4: Norderweiterung.

## Sehenswürdigkeiten
- Rathaus, ein ehemaliges Rittergut aus dem 16. Jahrhundert
- Stadtkirche Limbach
- Historischer Altmarkt
- Stadtlehrpfad
- Wasserturm (1926)
- Stadtpark
- Tierpark
- Hanneloreneiche

## Bilder

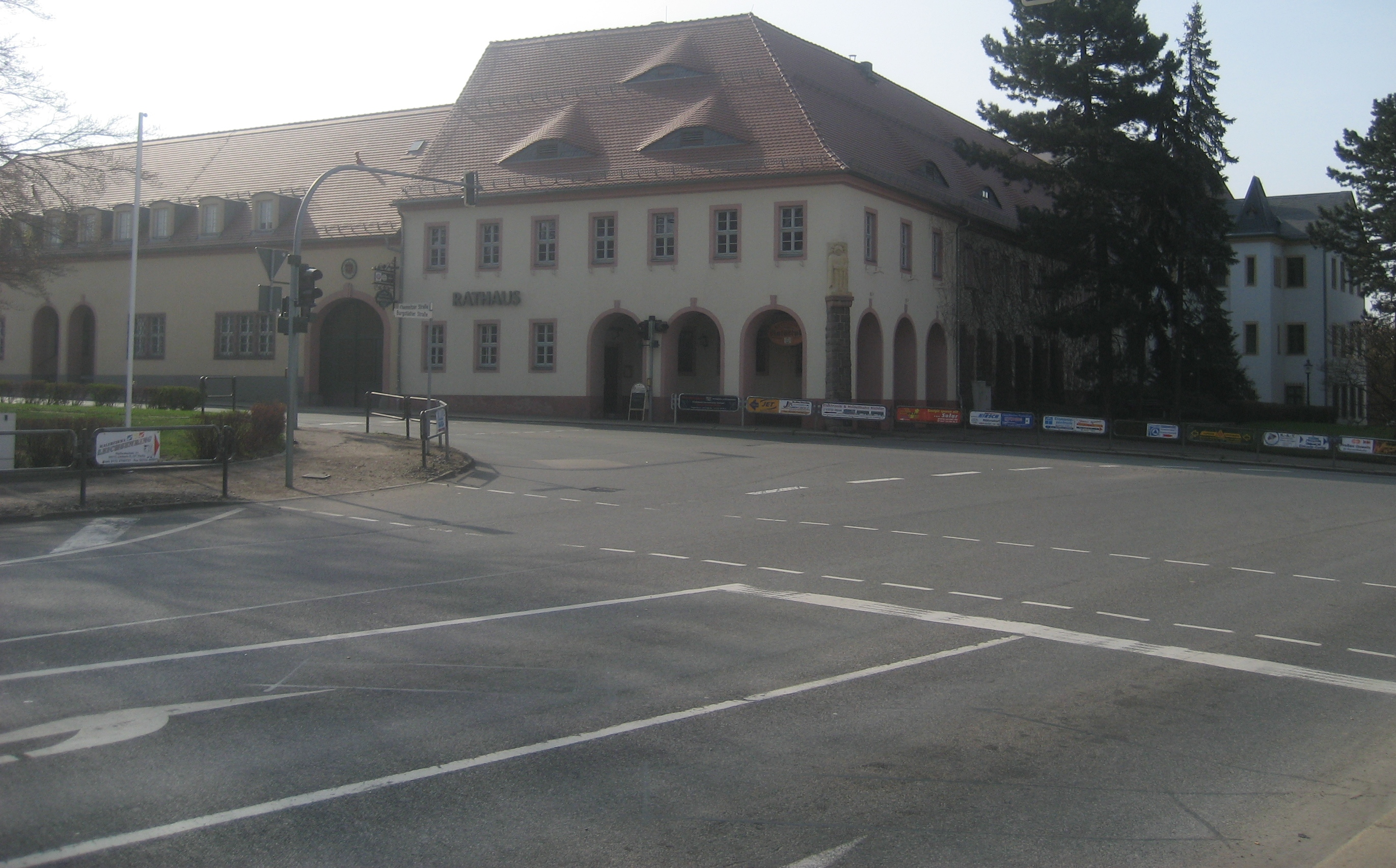
Rittergut Limbach
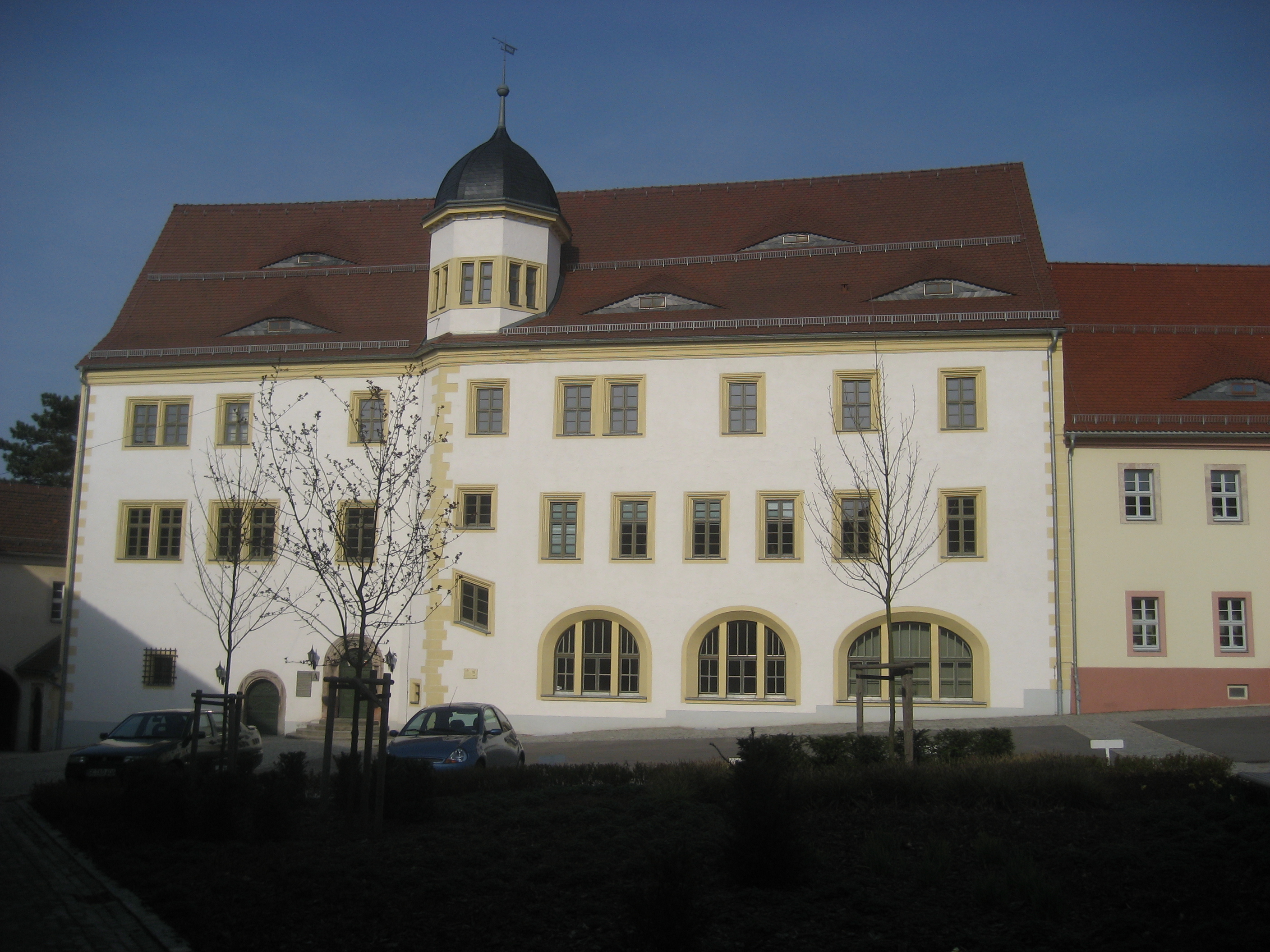
Innenhof des Ritterguts Limbach
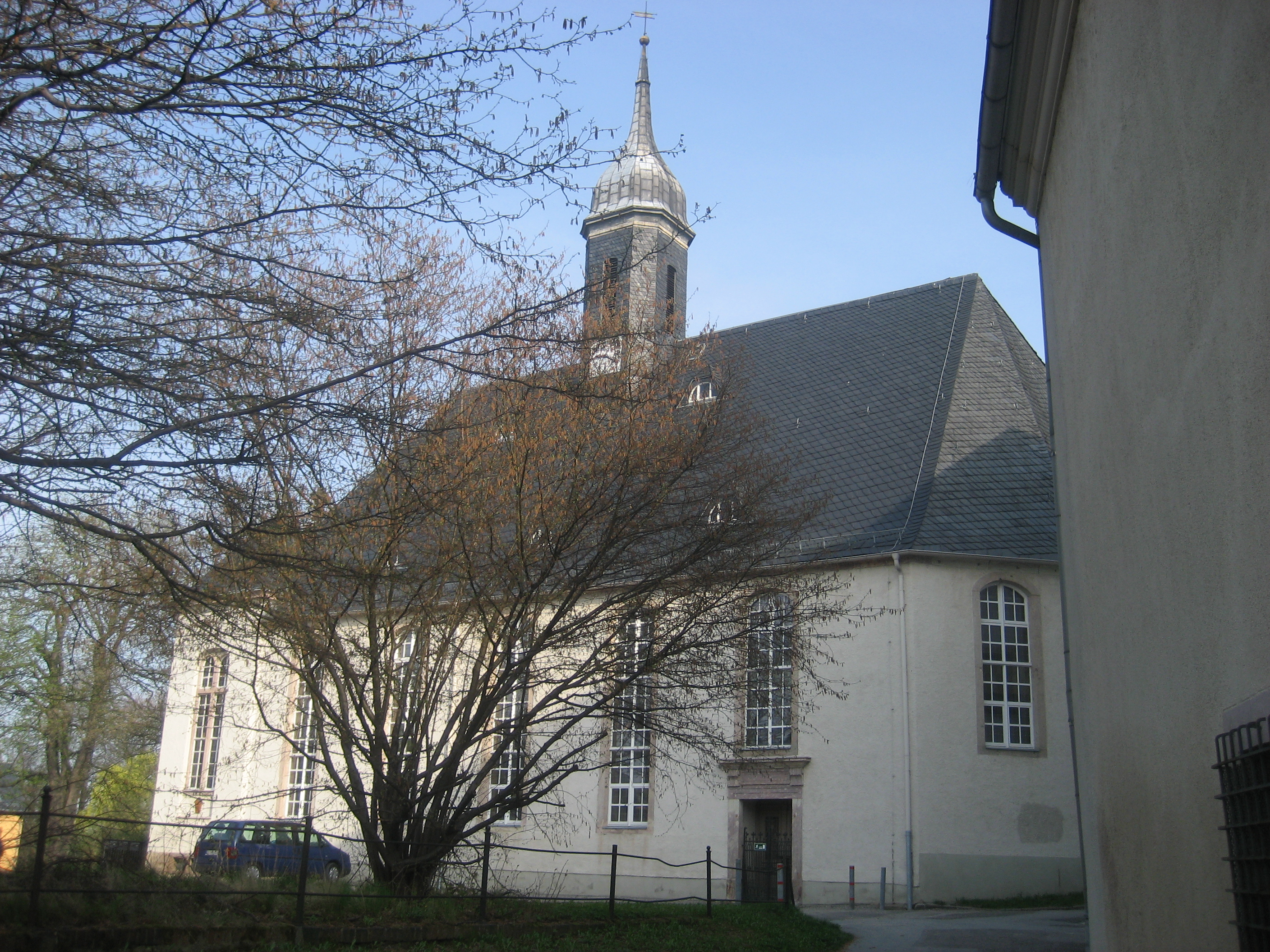
Stadtkirche Limbach
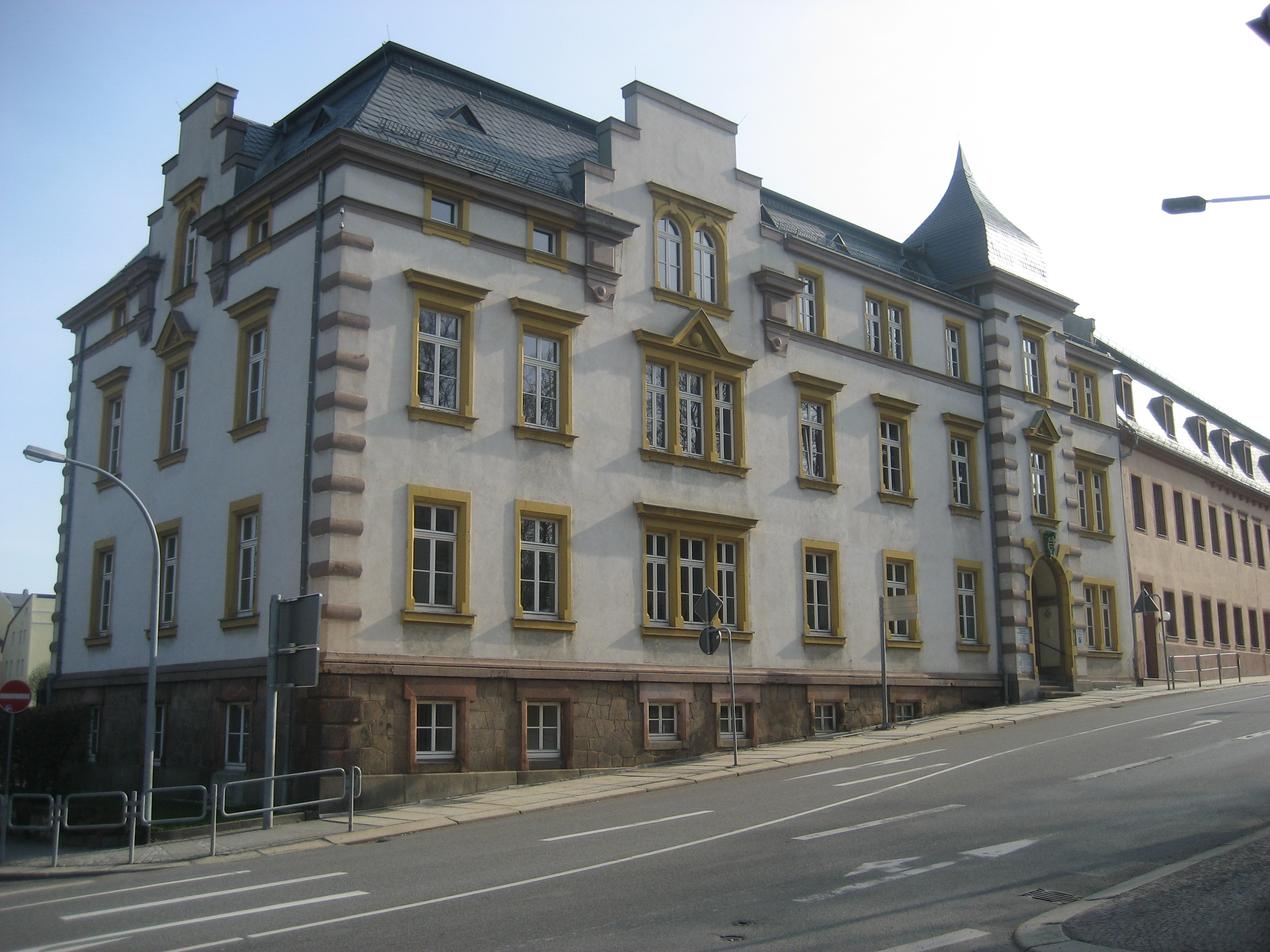
Ehemaliges Amtsgericht Limbach
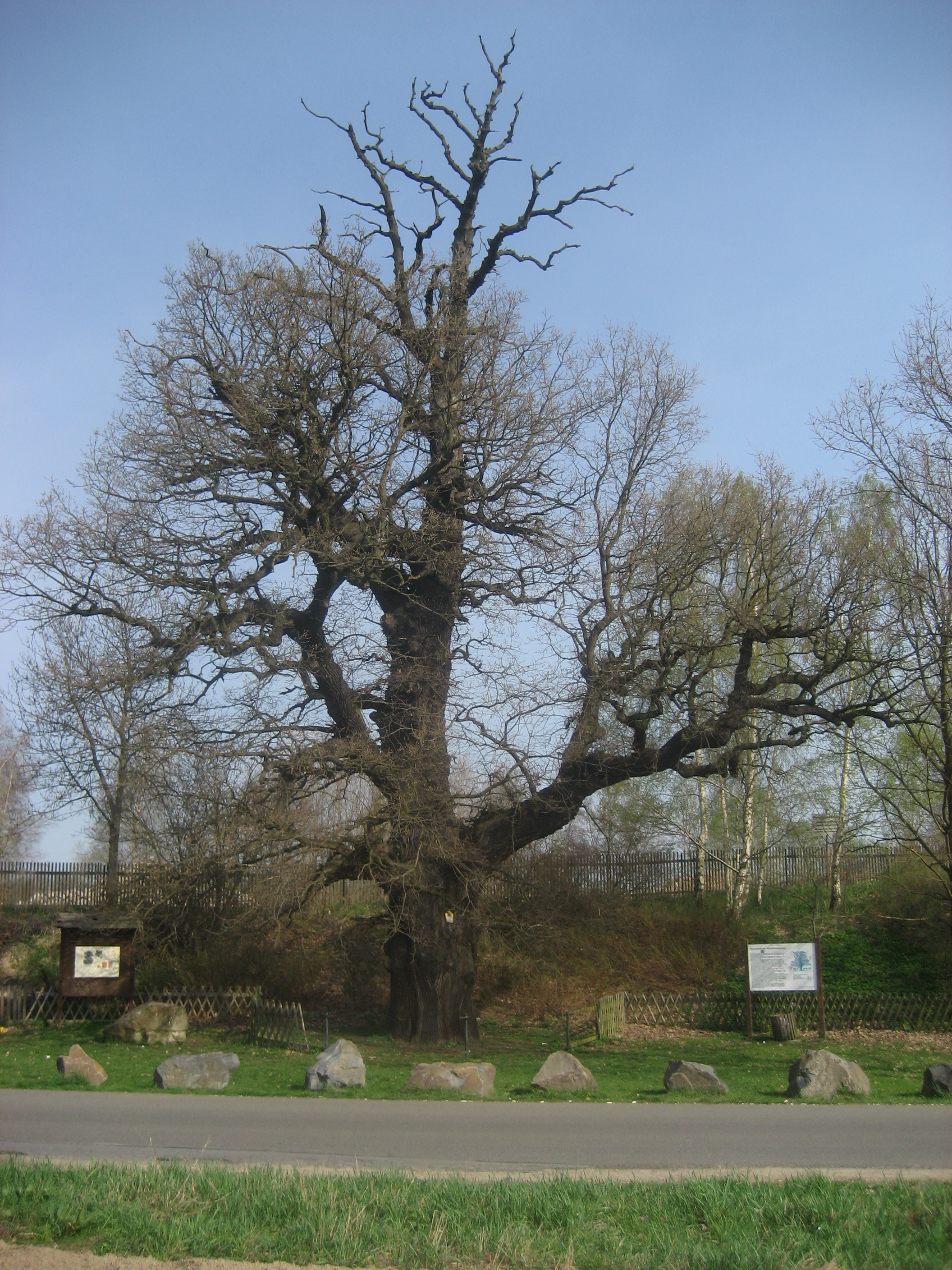
Hanneloreneiche
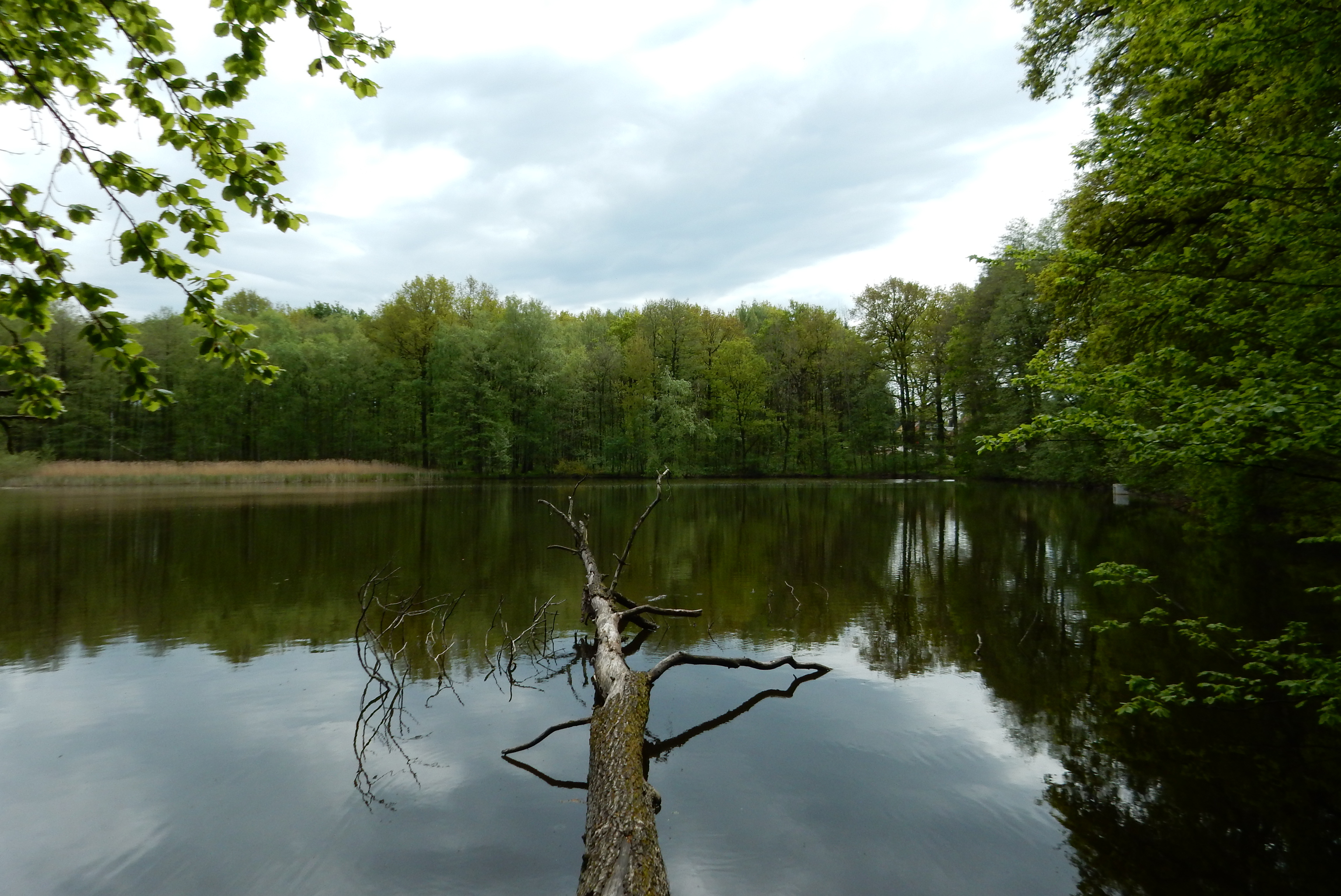
Naturschutzgebiet Schafteich (Limbacher Teichgebiet/Limbacher Teiche)